# Teorie zániku vesmíru
Teorie zániku vesmíru jsou teorie zabývající se tím, že i když je v principu možné, že vesmír bude existovat věčně, dnešní struktury, jako hvězdy, planety a galaxie pravděpodobně zaniknou. Možné a nejpravděpodobnější varianty zániku vesmíru se označují jako velký křach, velké ochlazení či velké rozervání. Která z těchto možností nastane, závisí do značné míry na podstatě temné energie, síly působící proti gravitaci, která podstatným způsobem určuje chování vesmíru.

## Velký křach
Při této variantě zániku vesmíru by se v budoucnu vesmír, díky výrazně zeslabenému vlivu temné energie, přestal rozpínat a smrštil by se do nekonečné horké a nekonečně husté singularity a vznikla by všezničující imploze vesmíru. Dá se tedy považovat za opak velkého třesku.

## Velké ochlazení
Podle vědců je tato teorie nejpravděpodobnějším koncem vesmíru. Podle této teorie se bude vesmír do nekonečna rozpínat, a i když by se rychlost expanze snižovala, nikdy by se nezastavila. V takovémto případě by ale umírání vesmíru trvalo nepředstavitelně dlouho. Za přibližně 10 miliard let budou většinu hmoty vesmíru tvořit černé díry, vyhaslí bílí trpaslíci a neutronové hvězdy padající do černých děr v centrech galaxií. Za 1032 let se začnou protony rozpadat na fotony, elektrony, pozitrony a neutrina. Veškerá hmota mimo černé díry se rozpadne. Za dalších 1067 let se začnou vypařovat i černé díry, začnou z nich unikat částice záření, a v čase 10100 let se vypaří i superhmotné černé díry. Ve vesmíru by zůstaly jen fotony a elementární částice.

## Velké rozervání
Tato až katastrofická teorie hovoří o tom, že pokud by se v budoucnu hustota temné energie zvyšovala, tak by její vliv byl větší než vliv základních sil. Nejprve by byly roztrhány galaxie, poté planetární soustavy, dále samotné hvězdy a planety a nakonec i samotné atomy.